# Mănăstirea Melrose

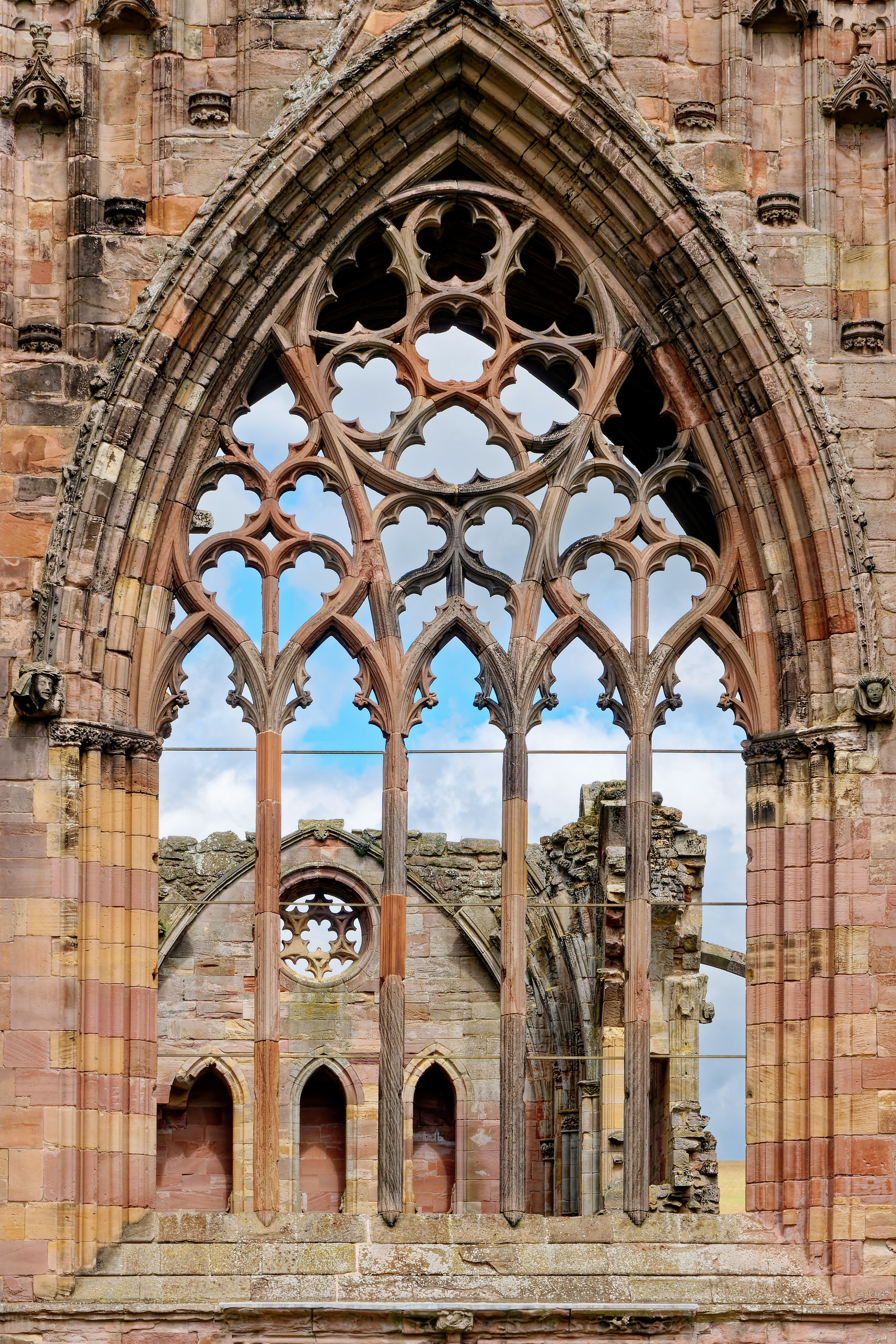
Fereastră gotică

Mănăstirea Melrose a fost întemeiată în anul 1136 și distrusă de artileria lui Oliver Cromwell în Războiul Civil Englez (1642-1651).
În catalogul Janauschek are numărul de ordine 94.